# موهان باتل
موهان باتل (بالإنجليزية: Mohan Patel)‏ هو لاعب هوكي الحقل نيوزلندي، ولد في 11 نوفمبر 1952.

## وصلات خارجية
- موهان باتل على موقع أوليمبيديا (الإنجليزية)